# Port lotniczy Palapye
Port lotniczy Palapye – krajowy port lotniczy położony w mieście Palapye, w Botswanie.